# Retorisk fråga
Retorisk fråga (grekiska: erotema, latin: interrogatio) är en figur inom retoriken. En retorisk fråga är en fråga som ställs på så vis att svaret redan är givet.

## Användning
En retorisk fråga kan syfta till att få mottagaren att omfatta en åskådning, som han annars skulle avvisa. Begreppet retorisk fråga syftar alltså inte på alla frågor inom retoriken, utan på en fråga, oberoende av situation, som inte är tänkt att uppfattas som en verklig fråga.
De klassiska retorikerna kategoriserade retoriska frågor utifrån den effekt de hade på åhörarna, exempelvis om talaren själv besvarade frågan, eller om talaren låtsades att det var någon annan som hade formulerat frågan. Den retoriska frågan gör att det blir svårt att säga emot talaren. En erotema kan man även använda som medel för att väcka känslor av medkänsla eller förakt.
Under 1580-talet uppfann engelsmannen Henry Denham ett "retoriskt frågetecken" (⸮), som skulle användas för att markera slutet av en retorisk fråga. Skiljetecknet slutade dock att användas på 1600-talet.

## I krig
Ett exempel på användning av retoriska frågor som oratoriska knep är Josef Stalins uttalande i radio år 1941:
| ” | Är de tyska soldaterna verkligen oövervinnliga, likt den bild som den fascistiska propagandan ständigt sprider? (Paus) Naturligtvis inte! Historien har visat oss att det inte finns några oövervinnliga arméer och att det aldrig funnits. Napoleons armé ansågs vara oövervinnlig, men till sist blev den besegrad. | „ |

## I vardagen

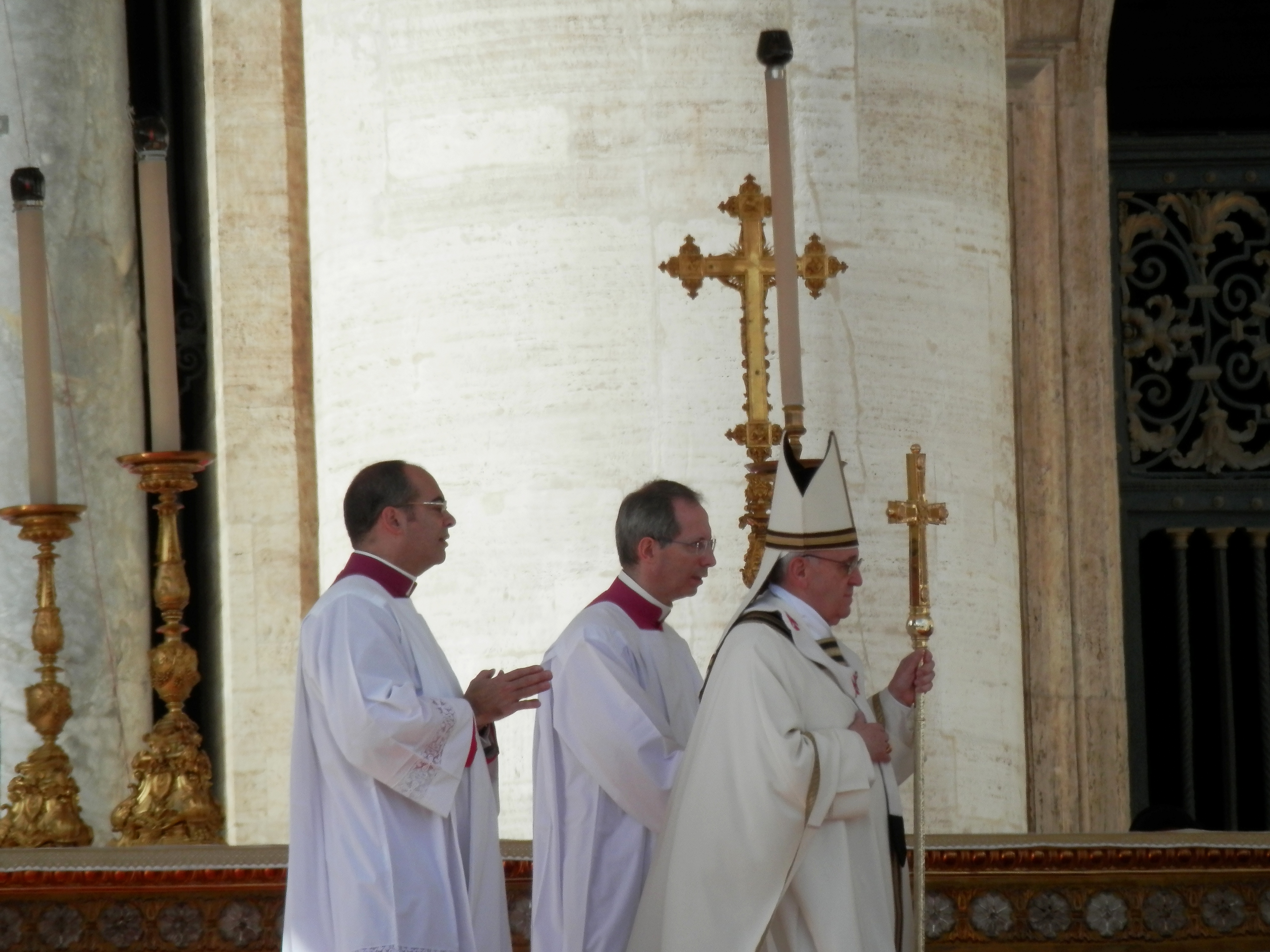
En fråga kan besvaras med en klassisk retorisk fråga: "Är påven katolik?", eller mer skämtsamt "Har påven rolig mössa?"

Retoriska frågor används ofta för att upprätthålla en konversation, till exempel:

’’eller hur?’'

’’inte sant?’’

## Exempel på retoriska frågor
- Hur många gånger har vi inte blivit lovade förbättringar?
- Ska vi behöva lyssna till sådant? (När talaren menar att vi inte ska det.)[2]